# Шэнь Цзихэ, Фома
Фома Шэнь Цзихэ (кит.  申計和多默, 1851 г., Анькоу, провинция Шаньси, Китай — 9 июля 1900 года, Тайюань, Китай) — святой Римско-Католической Церкви, мученица.

## Биография
Фома Шэнь Цзихэ родился в католической семье в 1851 году в деревне Анькоу, провинция Шаньси, Китай. В юношеском возрасте он служивал в приходском доме священника Павла Чжана. В 1875 году Фома Шэнь Цзихэ отправился в Дунэргоу, где стал служить католическому епископу Ай.
В 1899 году в Китае началось ихэтуаньское восстание боксёров, во время которого со стороны повстанцев стали жестоко преследоваться христиане. В начале июля 1900 года Фома Шэнь Цзихэ был арестован по приказу губернатора Шаньси Юй Сяня вместе с двумя епископами Григорием Марией Грасси и Элиасом Факкини. Среди арестованных были три католических священника, семь монахинь и десять мирян.
9 июля 1900 года Фома Шэнь Цзихэ был казнён вместе с другими двадцатью шестью верующими.

## Прославление
Фома Шэнь Цзихэ был беатифицирован 24 ноября 1946 года Римским Папой Пием II и канонизирован 1 октября 2000 года Римским Папой Иоанном Павлом II вместе с группой 120 китайских мучеников.
День памяти в Католической Церкви — 9 июля.

## Источник
- George G. Christian OP, Augustine Zhao Rong and Companions, Martyrs of China, 2005, стр. 38 (недоступная ссылка)  (англ.)